# Йеллинек, Богдан
Богдан Йеллинек (чеш. Bohdan Jelínek; 22 июня 1851 или 21 июня 1851[…], Холтице — 19 мая 1874[…], Холтице) — чешский поэт и писатель

.

## Биография
Родился в семье дворецкого местного графа. Окончил гимназию в Градец-Кралове. Уже во время учёбы писал стихи, которые публиковались в пражских газетах и журналах. После окончания гимназии решил изучать медицину в Карловом университете в Праге, но из-за тяжёлой болезни не закончил университет и стал почтовым служащим.
Туберкулёз продолжал ухудшаться, и Елинек умер в Холтице за месяц до своего 23-летия.

## Творчество
Называл себя «поэтом любви и воспоминаний». В его поэзии есть сходство с творчеством немецкого романтика Генриха Гейне, французского поэта Альфреда де Мюссе и русского поэта Сергея Есенина. Его первые стихи подобны поэзии самого известного чешского поэта-романтика Карла Гинека Маха, а очерки и баллады Яна Неруды. Его любовная поэзия напоминает о девушках и женщинах, которых он встречал, особенно об Августине Шульц, первой любви из его учёбы в Градце, Леонтине Шик из Праги и Марии Дробной из Холтице, но также восхваляет природу.
Мотивы его прозы – бедность, смерть, любовь и разочарование в современном мире.
Некоторые из его стихов и рассказов были опубликованы в журналах («Кветы», «Лунир», «Светозор», «Злата Прага»), но большинство его стихов не были опубликованы. В тот момент, когда он почувствовал близость смерти, Елинек начал собирать свои стихи для подготовки выпуска сборника стихов. План свой он не завершил, и после его кончины дело продолжил его друг Ярослав Врхлицкий. 
Оставил ряд поэтических произведений и рассказов, которые под заглавием «Spisy Bohdana Jelínka veršem i prosou» появились в «Салонной библиотеке» Отто, в 1880 году.